# Tegan and Sara
Tegan and Sara – kanadyjski zespół założony przez siostry bliźniaczki: Tegan Rain Quin i Sarę Kiersten Quin w 1995 roku. Zespół był nominowany do nagrody Grammy.

## Historia
1997-2004: Wczesna kariera
Tegan i Sara zaczęły grać na gitarze i pisać piosenki już w wieku 15 lat. Stworzyły zespół zwany Plunk bez perkusisty i basu. W 1997 roku użyły szkolnego studia nagraniowego by nagrać dwa albumy demo: Who’s in Your Band? i Play Day. W 1998 roku wygrały konkurs muzyczny w rodzinnym mieście Calgary „Garage Warz”. Dzięki wygranej nagrały trzy profesjonalne albumy demo: Yellow Tape, Orange Tape i Red Tape.
W 1999 r. siostry wydały swój pierwszy studyjny album „Under Feet Like Ours” jako „Sara and Tegan”. Później bliźniaczki zmieniły nazwę zespoły na „Tegan and Sara” bo była łatwiejsza do zapamiętania. Tego samego roku rozpoczęły współpracę z Neilem Youngiem i jego studiem Vapor Records. Dzięki tej współpracy w 2000 roku wyszedł drugi album „This Business Of Art”. Dwa lata później ukazał się trzeci krążek zatytułowany „If It Was You”. Ich czwarty album z 2004 r. So Jealous, przyniósł siostrom rozgłos lokalny i międzynarodowy. Jedna z piosenek „Walking With A Ghost” została wykonana przez zespół „The White Stripes.
2007-2011: Nurt sukcesu
Piąty album The Con został wydany w 2007 roku. Koproducentami byli Chris Walla, Jason McGerr z Death Cab for Cutie, Matt Sharp z The Rentals, Hunter Burgan z AFI oraz Kaki King. W 2009 r. ukazał się następny krążek Sainthood, który zadebiutował w Billboard Top 200 na 21 miejscu. W pierwszym tygodniu sprzedano 24,000 kopii.
W 2011 Tegan i Sara wydały płytę CD/DVD Get Along, która zawiera trzy filmy. Jeden z Indii, kolejny ze Stanów Zjednoczonych, a trzeci to koncert demo. Get Along zostało nominowane do nagrody Grammy w kategorii „Najlepszy Długi Teledysk”.
2012-2014: Heartthrob

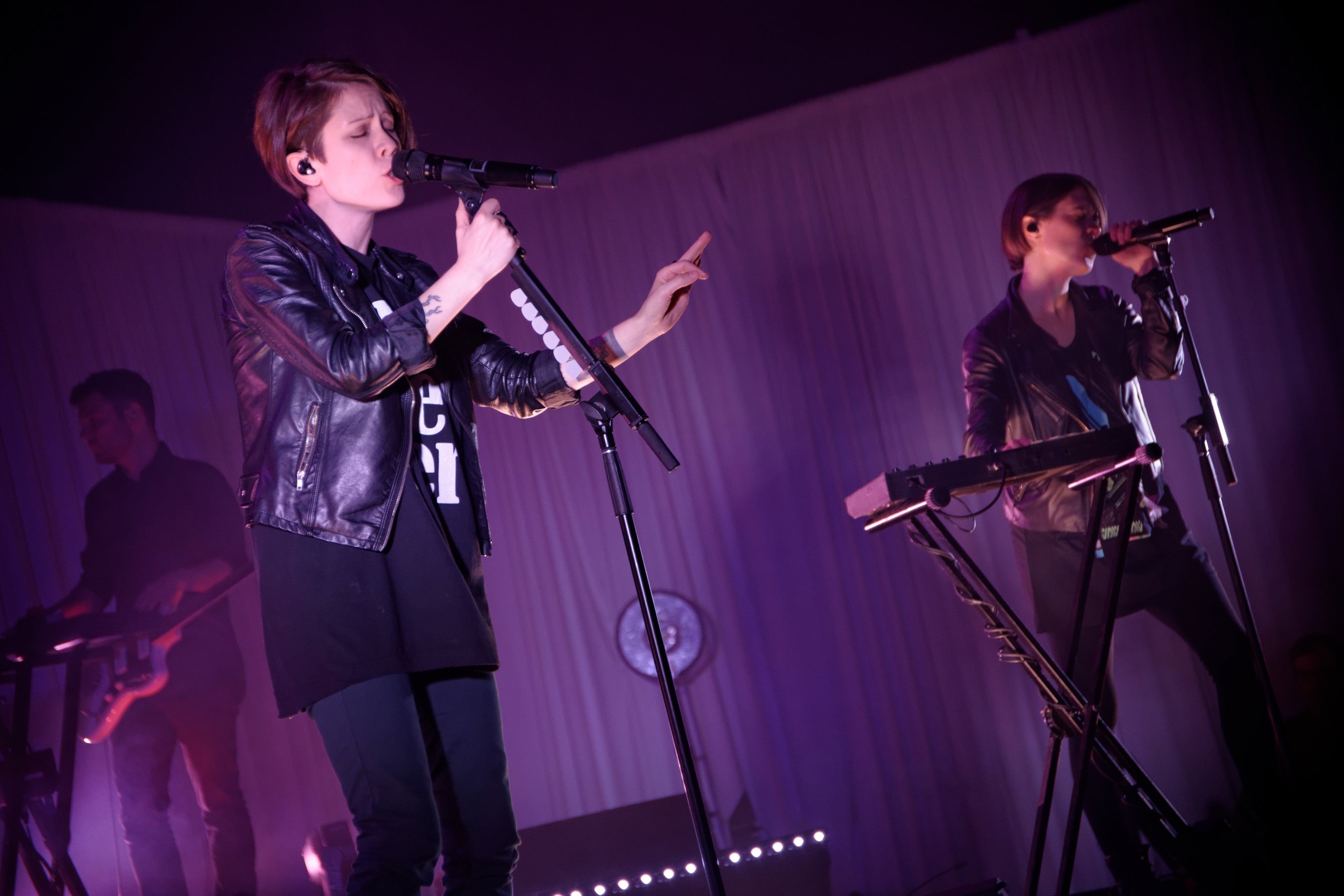

Wraz z rokiem 2013 ukazał się siódmy studyjny album Heartthrob. Album był poprzedzony singlem „Closer”, który podbił listy przebojów. Krążek zadebiutował w Billboard Top 200 na 3 miejscu. W pierwszym tygodniu sprzedano 49,000 kopii. W marcu 2014 roku Tegan i Sara wygrały aż trzy nagrody Juno: „Piosenka Roku”, „Pop Album Roku” oraz „Grupa Roku”.
2016: Love You To Death i The Con X: Covers
3 czerwca 2016 roku Tegan i Sara wydały już ósmy album Love You To Death. Cały album został wyprodukowany przez Grega Kurstina, który pracuje z takimi artystami jak Adele, Ellie Goulding, Kelly Clarkson czy Sia. Album został wydany przez wytwórnię Warner Bros. Records. Płytę promuje singel „Boyfriend” i „Stop Desire”. Wkrótce po wydaniu Love You To Death siostry wydały z okazji 10 rocznicy albumu The Con album The Con X: Covers gdzie każda piosenka była coverem artystów takich jak: Cyndi Lauper, Hayley Williams, Sara Bereilles i wielu innych.

### 2019-obecnie:Hey, I'm Just Like YouiHigh School
Na początku 2019 roku siostry poinformowały, że pracują nad nowym albumem. Wszystkie piosenki zostały napisane, gdy dziewczyny były jeszcze nastolatkami i dopiero zaczynały swoją przygodę z muzyką. Podczas pisania książki natrafiły na stare nagrania, na których znalazły wersje demo. Na ich podstawie stworzyły album Hey, I'm Just Like You, który 27 września trafił na sklepowe półki. Trzy dni później wydały swoją książkę High School, w której opisują swoje dzieciństwo, w tym swoje pierwsze zakochanie się oraz uświadamianie sobie, że są homoseksualne.

## Życie prywatne
Tegan i Sara urodziły się 19 września 1980 r. w Calgary, Kanada. Siostry są bliźniaczkami jednojajowymi. Obie są lesbijkami. Są zaangażowane politycznie i społecznie, walczą o równość społeczeństwa LGBT i chętnie wspierają organizacje zaangażowane w tę sprawę, jak również takie zajmujące się edukacją muzyczną i badaniami nad rakiem. W grudniu 2016 roku bliźniaczki założyły fundację „Tegan and Sara Foundation”, która ma na celu walkę o ekonomiczną sprawiedliwość, zdrowie oraz reprezentowanie dziewczyn i kobiet LGBTQ. Mieszkają w Vancouver.

## Trasy koncertowe
Tegan i Sara zaczęły podróżować po skończeniu szkoły średniej. W 2000 roku udały się w trasę z Neilem Youngiem i The Pretenders. Inne muzyczne ikony, z którymi przebywały na trasach koncertowych to m.in. Bryan Adams, Jack Johnston, The Black Keys, Death Cab for Cutie, The Killers, Paramore, New Found Glory, Cake, Weezer, Hot Hot Heat.
Siostry są znane z opowiadania zabawnych historii na temat ich dzieciństwa, polityki i życia „w drodze”. To stało się nieodłączną częścią ich koncertów.
Bliźniaczki występowały na wielu festiwalach muzycznych takich jak: Coachella, Lollapalooza, Austin City Limits, Firefly, Outside Lands, Glastonbury, Osheaga i wiele innych. Występowały w „True Colors Tour” Cyndi Lauper. Rozpoczęły i zakończyły trasę koncertową „Most Nights Summer Tour” zespołu Fun. w 2013 roku. W 2014 r. Tegan i Sara koncertowały z Katy Perry w „Prismatic World Tour”. W lipcu tego samego roku otworzyły trasę Lady Gagi „ArtRave: The Artpop Ball Tour” przed widownią liczącą 80.000 osób. Wystąpiły na ceremonii zakończenia parady równości w Toronto. W lutym 2014 ogłosiły swoją trasę promującą album Heartthrob „Let's Make Things Physical Tour”, która trwała do maja.
W 2015 roku zespół nie koncertował z powodu tworzenia ósmego albumu studyjnego Love You To Death, który miał swoją premierę 3 czerwca 2016 roku.
Wraz z wydaniem albumu Love You To Death zaczęły koncertować. Były między innymi w Anglii, Australii, Hongkongu, Singapurze i Tajwanie. 9 września rozpoczęły trasę koncertową „Love You To Death Tour” w Kanadzie i Stanach Zjednoczonych.
W 2017 roku wyruszyły w tour nawiązujący do 10-lecia albumu The Con. Uzbierane pieniądze zostały przeznaczone na rozwój „Tegan and Sara Foundation”.

## Współpraca
W roku 2009 siostry nawiązały współpracę z DJ Tiesto tworząc wspólnie piosenkę „Feel It In My Bones” i nagrywając do niej teledysk. Tego samego roku przedstawiły piosenkę „Intervention” z Margaret Cho. W 2012 wraz z Morganem Pagem stworzyły „Body Work”. Współpracowały również z Davidem Guettą i Alesso przy „Every Chance We Get We Run”.
Sara napisała piosenkę „Sweetie” do albumu Carly Rae Jepsen Kiss.
W 2013 roku Tegan i Sara wydały piosenkę „Shudder To Think” do filmu „Witaj w klubie”. W 2014 wydały piosenkę „Don't Find Another Love” do filmu Miłość Bez Końca. Tego samego roku wraz z The Lonely Island udzieliły wokal w piosence „Everything Is Awesome!” do filmu Lego Przygoda, która została nominowana do Oscara w kategorii „Najlepsza Oryginalna Piosenka” gdzie następnie występowały na gali rozdania nagród. W 2014 siostry również współpracowały z zespołem RAC przy piosence „Hard To Hold” i z Night Terrors Of 1927 przy „When You Were Mine”. W 2015 wraz z zespołem Sultan & Ned Shepard nagrały „Make Things Right”. We wrześniu 2016 roku ukazała się piosenka „Fade Out” do filmu Intervention.

## Telewizja, filmy i gry video
Tegan i Sara pojawiają się w amerykańskich, kanadyjskich i europejskich programach telewizyjnych m.in. u The Ellen DeGeneres Show, Jimmy Kimmel Live!, Late Night With Conan O’Brien, Late Show With David Letterman, Comedy Bang! Bang!, The Tonight Show Starring Jimmy Fallon i innych.
Piosenki sióstr były wykorzystywane w filmach Witaj w klubie, Lego Przygoda, Miłość Bez Końca, Intervention, Monster-in-Law, Słodki Listopad, These Girls, G.B.F. oraz w serialach 90210, Chirurdzy, Słowo na L, BoJack Horseman, Pogoda na miłość, Co nowego Scooby-Doo?, Inna, Pamiętniki wampirów, Waterloo Road, Parenthood, Degrassi: Nowe pokolenie, Glee, Wzgórza Hollywood, Zaklinacz Dusz, Nowe gliny, Życie w Hollyoaks, Być jak Erica, Melrose Place, Druga szansa, Weronika Mars. Tegan i Sara były również wspomniane w serialu Orange Is the New Black.
Piosenki „Closer” oraz „Back In Your Head” są w muzycznej grze wideo z 2016 roku LOUD on Planet X.

## Członkowie zespołu
- Tegan Quin – wokal, gitara, keyboard
- Sara Quin – wokal, gitara, keyboard
- Eve Gardner – gitara basowa (od 2016)
- Brendan Buckley – perkusja (od 2016)
- Gabrial McNair – keyboard (od 2016)

Byli członkowie: 
- Ted Gowans – gitara, keyboard (2004–2014)
- Jasper Leak – gitara basowa (2012–2014)
- John Spence – keyboard (2012–2014)
- Adam Christgau – perkusja (2013–2014)
- Jason McGerr – perkusja (2013)
- Shaun Huberts – gitara basowa (2007–2010)
- Johnny Andrews – perkusja (2006–2010)
- Chris Carlson – gitara basowa (2001–2006)
- Rob Chursinoff – perkusja (2001–2005)

## Dyskografia

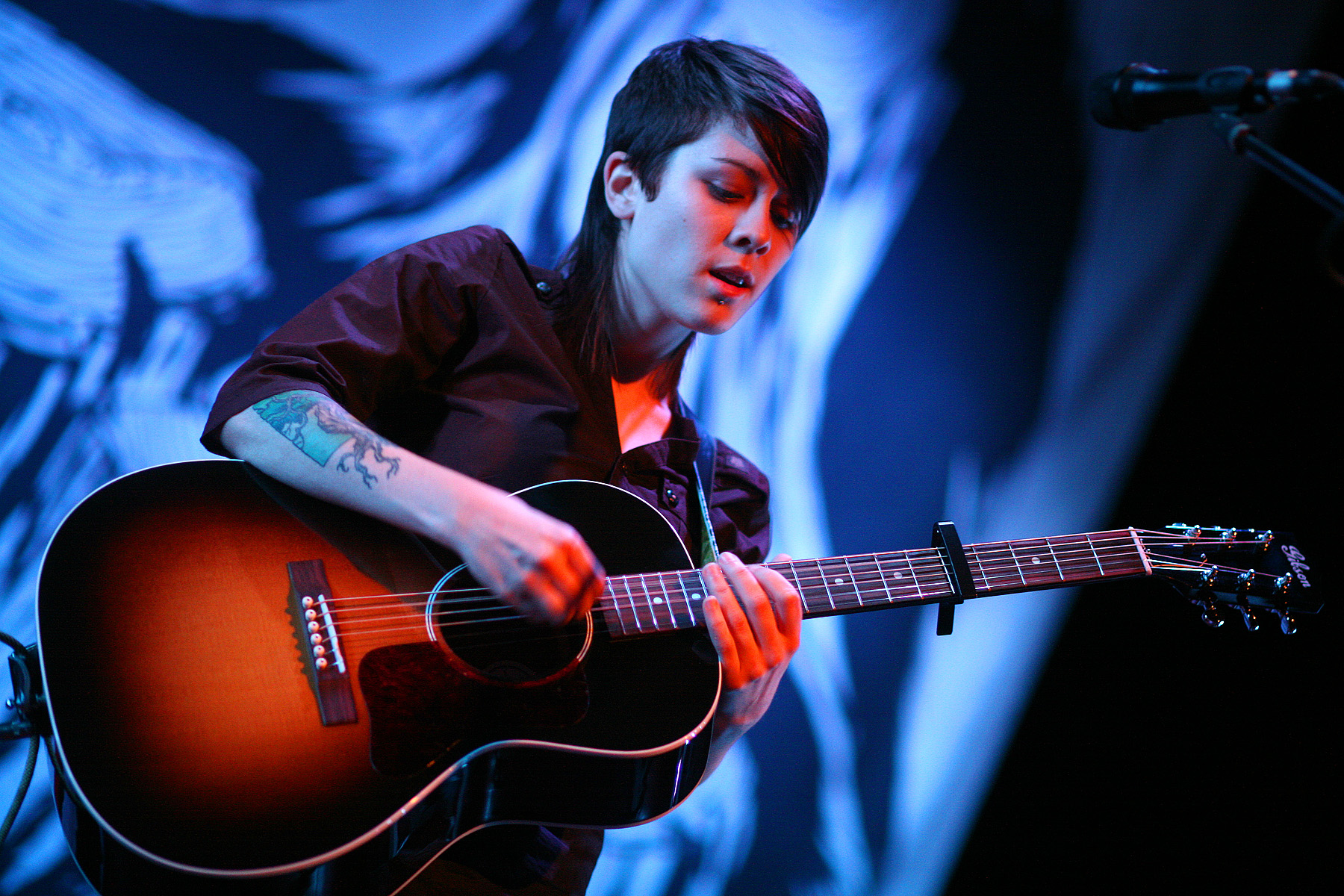
Tegan Quin

### Albumy

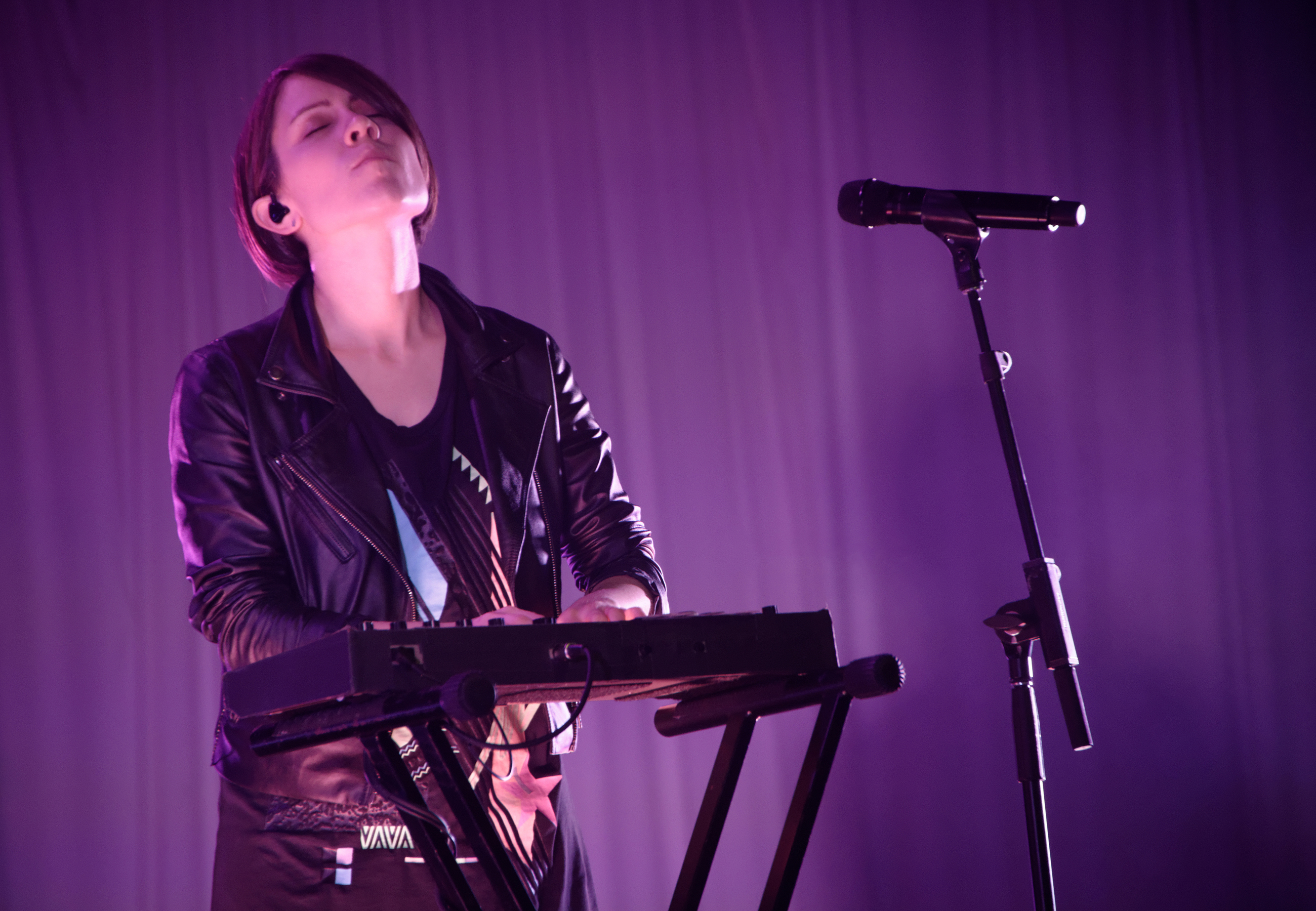
Sara Quin 2014

- Under Feet Like Ours (1999)
- This Business Of Art (2000)
- If It Was You (2002)
- So Jealous (2004)
- The Con (2007)
- Sainthood (2009)
- Heartthrob (2013)
- Love You To Death (2016)
- The Con X: Covers (2017)

### Single
- „The First” (2000)
- „Time Running” (2003)
- „I Hear Noises” (2003)
- „Monday Monday Monday” (2003)
- „Walking with a Ghost” (2004)
- „Speak Slow” (2004)
- „Back In Your Head” (2007)
- „The Con” (2007)
- „Call It Off” (2008)
- „Back In Your Head (Tiesto Remix)”(2009)
- „Hell” (2009)
- „Feel It In My Bones” (Tiësto feat. Tegan and Sara) (2010)
- „Alligator” (2010)
- „On Directing” (2010)
- „Northshore” (2010)
- „Body Work” (Morgan Page feat. Tegan and Sara) (2012)
- „Closer” (2012)
- „I Was A Fool” (2013)
- „Goodbye, Goodbye” (2013)
- „Boyfriend” (2016)
- „Stop Desire” (2016)

### Teledyski
- „The First” (2000)
- „I Hear Noises” (2002, reżyseria Sean Michael Turrell)
- „Monday Monday Monday” (2003, reżyseria Christopher Mills)
- „Living Room” (2003, reżyseria Kaare Andrews)
- „Walking with a Ghost” (2004, reżyseria Troy Nixey)
- „Speak Slow” (2005, reżyseria Tegan Quin/Angela Kendall/Brian Dutkewich)
- „This is Everything” (Angela Kendall)
- „Back in Your Head” (2007, reżyseria Jamie Travis)
- „The Con” (2007, reżyseria Suzie Vlcek)
- „Call It Off” (2008, reżyseria Angela Kendall)
- „Hell” (2009, Jamie Travis)
- „Feel It In My Bones” z Tiësto (2010)
- „Alligator” (2010, reżyseria Marc De Pape)
- „On Directing” (2010, reżyseria Angela Kendall)
- „Northshore” (2010, reżyseria Angela Kendall)
- „Body Work” z Morgan Page (2012)
- „Closer” (2012, reżyseria Isaac Rentz)
- „I Was A Fool” (2013, reżyseria Shane C. Drake)
- „Goodbye, Goodbye” (2013, reżyseria Natalie Rae Robison)
- „Boyfriend” (2016, reżyseria Clea DuVall)
- „U-turn” (2016, reżyseria Seth Bogart)
- „100x” (2016, reżyseria Jess Rona)
- „BWU” (2016, reżyseria Clea DuVall)
- „Hang On To The Night” (2016, Lisa Hanawalt)
- „White Knuckles” (2016, reżyseria Minister Akins)
- „Stop Desire” (2016, reżyseria Allister Ann)

### DVDs
- It's Not Fun, Don't Do It! (2006)
- The Con – The Movie (2007)
- Get Along (2011)

## Nagrody i nominacje
| Rok  | Nominacja                | Nagroda                                                                 | Rezultat  |
| ---- | ------------------------ | ----------------------------------------------------------------------- | --------- |
| 2000 | Tegan and Sara           | YTV Band/Musical Group Achievement Award                                | Wygrana   |
| 2003 | If It Was You            | Western Canadian Music Awards, Outstanding Pop Recording                | Wygrana   |
| 2006 | So Jealous               | Juno Awards, Alternative Album of the Year                              | Nominacja |
| 2007 | It's Not Fun Don't Do It | Juno Awards, Music DVD of the Year                                      | Nominacja |
| 2008 | The Con                  | Juno Awards, Alternative Album of the Year                              | Nominacja |
| 2008 | The Con                  | Polaris Music Prize, Longlist                                           | Nominacja |
| 2009 | The Con                  | Studio8 Song of August 2009                                             | Wygrana   |
| 2010 | Sainthood                | Juno Awards, Alternative Album of the Year                              | Nominacja |
| 2010 | Sainthood                | Polaris Music Prize, Shortlist                                          | Nominacja |
| 2010 | Tegan and Sara           | Western Canadian Music Awards, International Achievement Award          | Wygrana   |
| 2011 | Tegan and Sara           | Indie Awards, Group or Duo of the Year                                  | Nominacja |
| 2012 | Get Along                | Juno Awards, Music DVD of the Year                                      | Nominacja |
| 2013 | Get Along                | Grammy Awards, Best Long Form Music Video                               | Nominacja |
| 2013 | „Body Work”              | MTV Woodie Awards, Tag Team Woodie                                      | Nominacja |
| 2013 | „Closer”                 | NewNowNext Awards, That's My Jam                                        | Nominacja |
| 2013 | „Closer”                 | Canadian Radio Music Awards, Best New Group – Dance/Urban/Rhythmic      | Wygrana   |
| 2013 | „Closer”                 | MuchMusic Video Awards, International Video of the Year by a Canadian   | Nominacja |
| 2013 | Heartthrob               | 2013 Polaris Music Prize, Shortlist                                     | Nominacja |
| 2013 | Tegan and Sara           | 2013 MTV Europe Music Awards, Best Canadian Act                         | Nominacja |
| 2014 | Tegan and Sara           | GLAAD Media Awards, Outstanding Music Artist                            | Wygrana   |
| 2014 | Heartthrob               | Juno Awards, Pop Album of the Year                                      | Wygrana   |
| 2014 | Tegan and Sara           | Juno Awards, Group of the Year                                          | Wygrana   |
| 2014 | „Closer”                 | Juno Awards, Single of the Year                                         | Wygrana   |
| 2014 | Tegan and Sara           | Juno Awards, Songwriter of the Year                                     | Nominacja |
| 2014 | Tegan and Sara           | Canadian Radio Music Awards, Best New Group/Solo Artist – Mainstream AC | Wygrana   |
| 2014 | „Closer”                 | Canadian Radio Music Awards, SOCAN Song Of The Year                     | Nominacja |
| 2014 | Tegan and Sara           | Canadian Radio Music Awards, Fans' Choice                               | Nominacja |
| 2014 | „Goodbye, Goodbye”       | MuchMusic Video Awards, Pop Video Of The Year                           | Nominacja |
| 2017 | Tegan and Sara           | NME Awards, Best International Band                                     | Nominacja |
| 2017 | Tegan and Sara           | Juno Awards, Group of the Year                                          | Nominacja |
| 2017 | Tegan and Sara           | Juno Awards, Songwriter of the Year                                     | Nominacja |
| 2017 | Love You To Death        | Juno Awards, Pop Album of the Year                                      | Nominacja |
| 2017 | Tegan and Sara           | GLAAD Media Awards, Outstanding Music Artist                            | Wygrana   |